# Гейнвілл (Алабама)
Гейнвілл (англ. Hayneville) — місто (англ. town) в США, в окрузі Лаундс штату Алабама. Населення — 830 осіб (2020).

## Історія

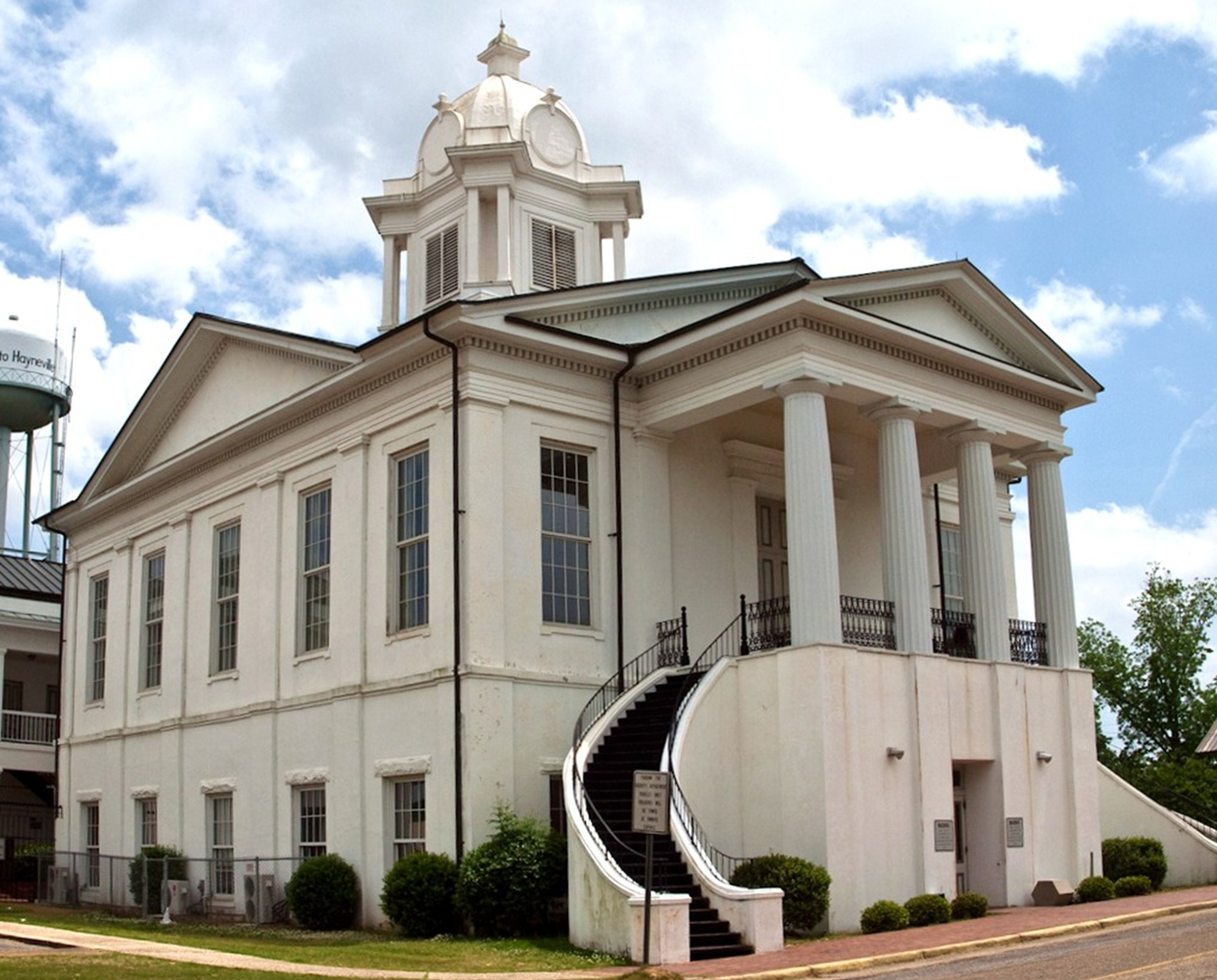
Окружний суд Лаундса, розташований в Гейнвіллі

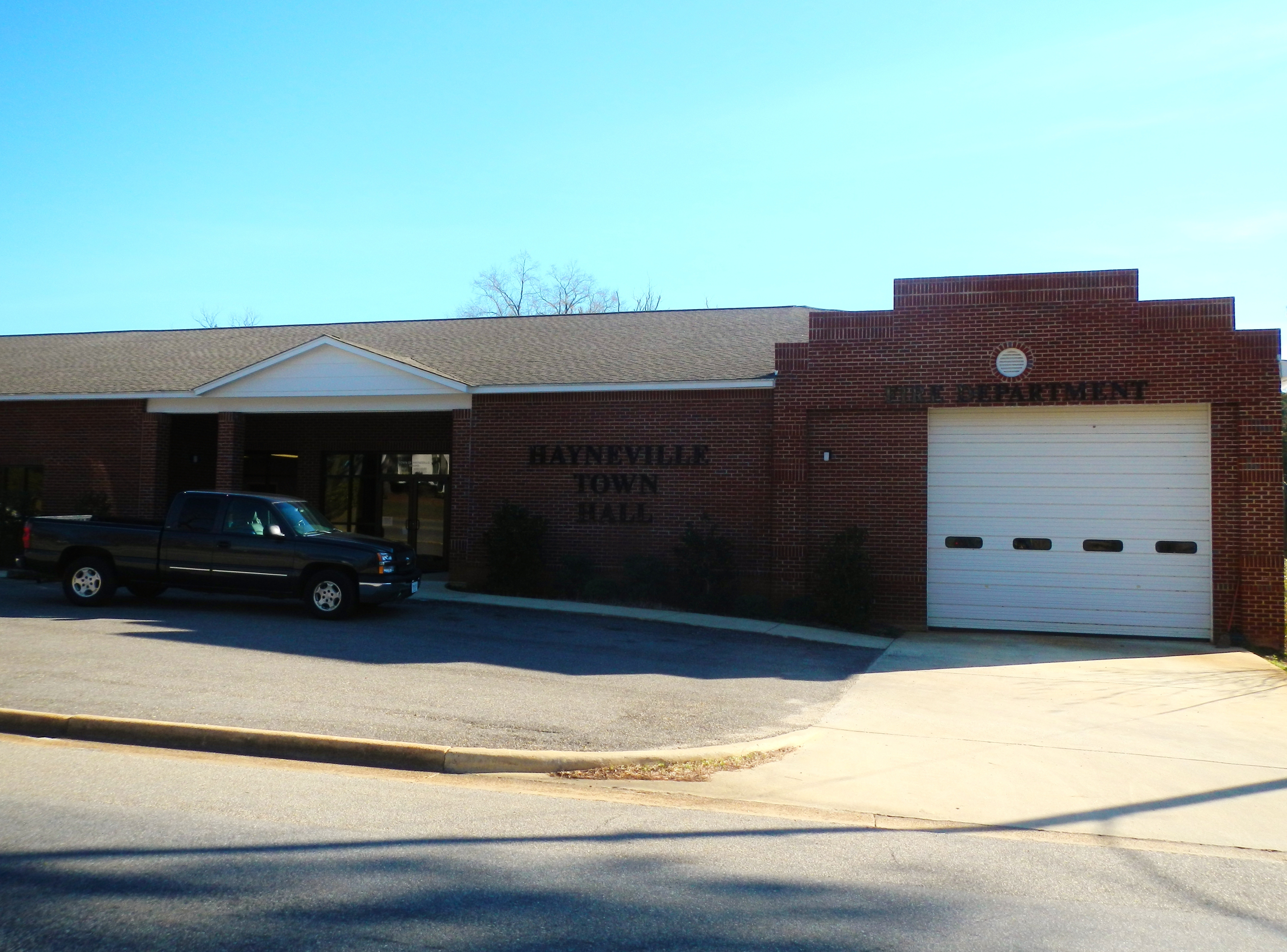
Мерія

Гейнвілл був призначений окружним центром Лаундса, коли той був заснований в 1830 році. Розташований в родючому регіоні Чорного Пояса, Гейнвілл був центром з виробництва бавовни. Пізніше містечко було кінцевим пунктом залізниці компанії «Гейнвілльська залізниця», яка була організована в 1903 році. Через два роки компанія була перетворена в залізничну компанію «Гейнвілл і Монтгомері» і була з'єднана з транспортними гілками компанії «Луїсвілльська і Нешвілльська залізниця».

## Географія
Гейнвілл розташований за координатами 32°10′57″ пн. ш. 86°34′43″ зх. д. / 32.18250° пн. ш. 86.57861° зх. д. (32.182595, -86.578588).  За даними Бюро перепису населення США в 2010 році місто мало площу 4,86 км², з яких 4,82 км² — суходіл та 0,04 км² — водойми.

## Демографія

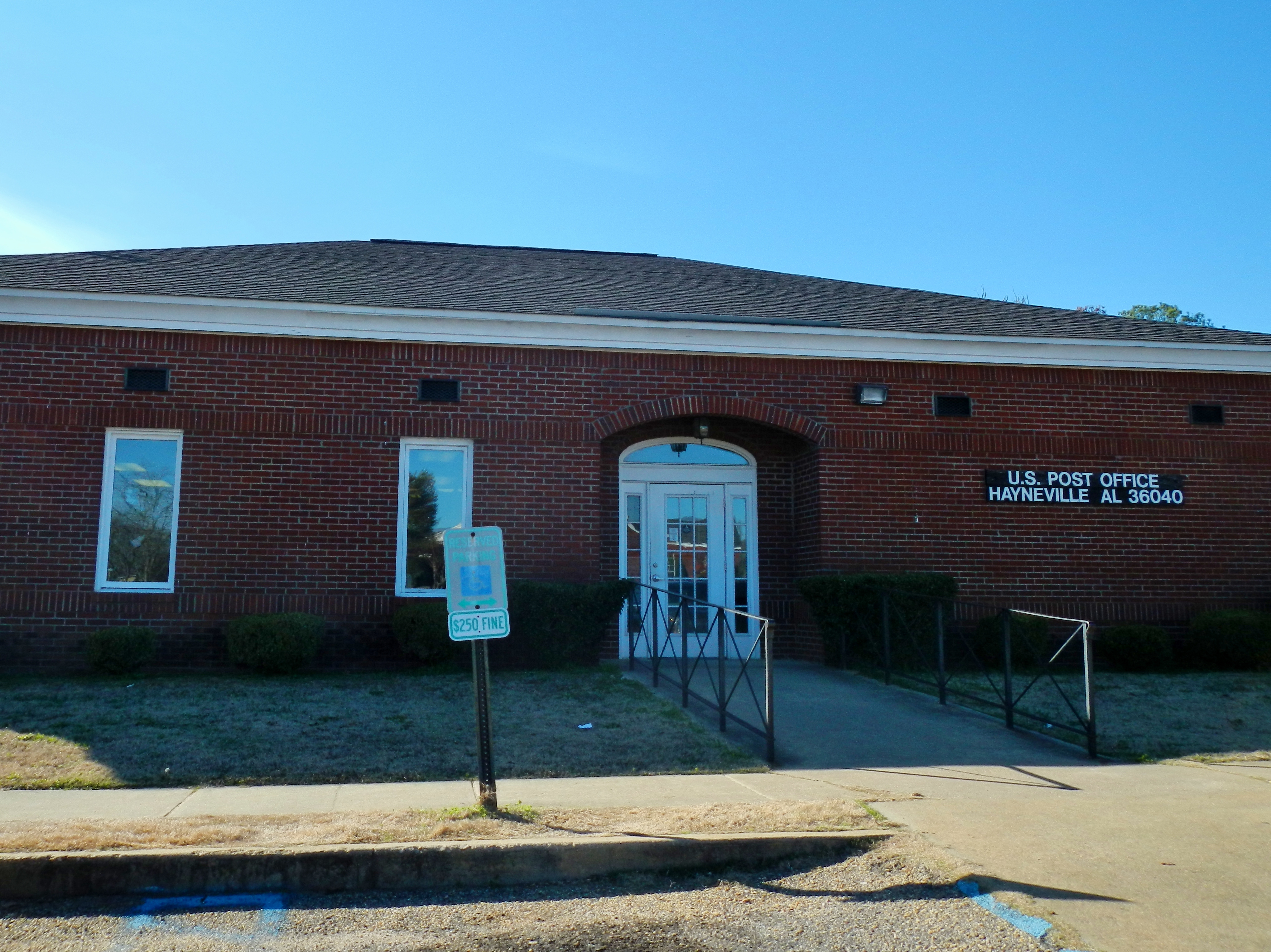
Поштове відділення

Згідно з переписом 2010 року, у місті мешкали 932 особи в 393 домогосподарствах у складі 259 родин. Густота населення становила 192 особи/км².  Було 440 помешкань (90/км²).
Расовий склад населення:
| - 84,5 % — чорних або афроамериканців - 15,0 % — білих |

До двох чи більше рас належало 0,3 %. Частка іспаномовних становила 0,1 % від усіх жителів.
За віковим діапазоном населення розподілялося таким чином: 24,0 % — особи молодші 18 років, 64,4 % — особи у віці 18—64 років, 11,6 % — особи у віці 65 років та старші. Медіана віку мешканця становила 36,6 року. На 100 осіб жіночої статі у місті припадало 83,5 чоловіків;  на 100 жінок у віці від 18 років та старших — 78,8 чоловіків також старших 18 років.
Середній дохід на одне домашнє господарство  становив 35 530 доларів США (медіана — 18 802), а середній дохід на одну сім'ю — 42 389 доларів (медіана — 21 121). За межею бідності перебувало 44,4 % осіб, у тому числі 67,7 % дітей у віці до 18 років та 39,4 % осіб у віці 65 років та старших.
Цивільне працевлаштоване населення становило 312 особи. Основні галузі зайнятості: виробництво — 30,1 %, освіта, охорона здоров'я та соціальна допомога — 20,2 %, роздрібна торгівля — 17,6 %.